# Sibirija, Ljubljana
Sibirija je predel Ljubljane, ki spada v četrtno skupnost Trnovo; predhodno je področje spadalo pod Občino Ljubljana Vič-Rudnik.
Podobno kot Krakovo in Trnovo je Sibirija veljala za močvirnato področje (zaradi pogostih poplav Malega grabna in Ljubljanice); stanje se je uredilo v 30. letih 20. stoletja, ko so v letih 1924-26 uredili regulacijo Gradaščice. S tem se je pričela tudi širitev mestnega predela Sibirija. Kljub temu pa je to področje ostalo poplavno nevarno, kar se je nazadnje pokazalo med velikimi poplavami leta 2010.